# بيل وايت (لاعب اتحاد الرغبي)
بيل وايت (بالإنجليزية: Bill White)‏ هو لاعب اتحاد الرغبي أسترالي، ولد في 10 فبراير 1913 في ماكاي في أستراليا، وتوفي في 1969.

## وصلات خارجية
- ويليام وايت عل موقع إسبنسكروم (الإنجليزية)